# Sofia die Erste – Auf einmal Prinzessin/Episodenliste

Logo der Serie Sofia die Erste – Auf einmal Prinzessin

Diese Episodenliste enthält alle Episoden der US-amerikanische computeranimierten Serie Sofia die Erste – Auf einmal Prinzessin, sortiert nach der US-amerikanischen Erstausstrahlung. Die Fernsehserie umfasst derzeit 4 Staffeln mit 113 Episoden und einen Pilotfilm.

## Übersicht
| Staffel | Episoden | Erstausstrahlung USA | Erstausstrahlung USA | Erstausstrahlung DE | Erstausstrahlung DE |
| Staffel | Episoden | Staffelpremiere      | Staffelfinale        | Staffelpremiere     | Staffelfinale       |
| ------- | -------- | -------------------- | -------------------- | ------------------- | ------------------- |
| 1       | 25       | 11. Januar 2013      | 14. Februar 2014     | 27. Mai 2013        | 1. März 2014        |
| 2       | 30       | 7. März 2014         | 12. August 2015      | 2. Juni 2014        | 11. September 2015  |
| 3       | 28       | 5. August 2015       | 31. März 2017        | 8. Februar 2016     | 10. März 2017       |
| 4       | 30       | 28. April 2017       | 8. September 2018    | 12. Juni 2017       | 9. März 2019        |

## Pilotfilm
Der Pilotfilm zur Serie wurde am 18. November 2012 auf dem US-amerikanischen Sender Disney Channel gezeigt. Die deutschsprachige Erstausstrahlung des Pilotfilms erfolgte am 30. März 2013 auf dem Bezahlfernsehsender Disney Junior. Seine Free-TV-Premiere fand am 26. Januar 2014 auf dem Disney Channel statt.
| Nr. | Deutscher Titel                         | Originaltitel                          | Erstausstrahlung USA | Deutschsprachige Erstausstrahlung (D) | Regie          | Drehbuch     |
| --- | --------------------------------------- | -------------------------------------- | -------------------- | ------------------------------------- | -------------- | ------------ |
| 1   | Sofia die Erste – Auf einmal Prinzessin | Sofia The First – Once Upon A Princess | 18. Nov. 2012        | 30. März 2013                         | Jamie Mitchell | Craig Gerber |

## Staffel 1
Die Erstausstrahlung der ersten Staffel erfolgte von 11. Januar 2013 bis 14. Februar 2014 auf dem US-amerikanischen Sender Disney Junior. Die deutschsprachige Erstausstrahlung der ersten Staffel fand vom 27. Mai 2013 bis 1. März 2014 auf dem Bezahlfernsehsender Disney Junior statt. Die Free-TV-Premiere der ersten 13 Folgen der ersten Staffel erfolgte vom 5. November 2013 bis 21. November 2013 auf Super RTL. Die Free-TV-Premiere der restlichen Folgen der ersten Staffel erfolgt seit dem 10. Februar 2014 auf dem Disney Channel.
| Nr. (ges.) | Nr. (St.) | Deutscher Titel                            | Originaltitel             | Erstausstrahlung USA | Deutschsprachige Erstausstrahlung (Disney Junior) | Deutschsprachige Erstausstrahlung (Super RTL / Disney Channel) |
| ---------- | --------- | ------------------------------------------ | ------------------------- | -------------------- | ------------------------------------------------- | -------------------------------------------------------------- |
| 1          | 1         | Eine Prinzessin unter Prinzen              | Just One of the Princes   | 11. Jan. 2013        | 27. Mai 2013                                      | 5. Nov. 2013                                                   |
| 2          | 2         | Die königliche Übernachtungsparty          | The Big Sleepover         | 18. Jan. 2013        | 28. Mai 2013                                      | 6. Nov. 2013                                                   |
| 3          | 3         | Die Musik der Trolle                       | Let The Good Times Troll  | 25. Jan. 2013        | 29. Mai 2013                                      | 7. Nov. 2013                                                   |
| 4          | 4         | Die Zauberschülerin                        | Cedric’s Apprentice       | 1. Feb. 2013         | 30. Mai 2013                                      | 8. Nov. 2013                                                   |
| 5          | 5         | Ein königliches Chaos                      | A Royal Mess              | 8. Feb. 2013         | 31. Mai 2013                                      | 11. Nov. 2013                                                  |
| 6          | 6         | Die schüchterne Prinzessin                 | The Shy Princess          | 22. Feb. 2013        | 3. Juni 2013                                      | 12. Nov. 2013                                                  |
| 7          | 7         | Der Haustier-Wettbewerb                    | Blue Ribbon Bunny         | 15. März 2013        | 3. Juli 2013                                      | 14. Nov. 2013                                                  |
| 8          | 8         | Der Prinzessinnen-Test                     | The Princess Test         | 12. Apr. 2013        | 4. Juli 2013                                      | 15. Nov. 2013                                                  |
| 9          | 9         | Helferichs Geburtstag                      | Baileywick’s Day Off      | 26. Apr. 2013        | 4. Juni 2013                                      | 13. Nov. 2013                                                  |
| 10         | 10        | Die großen Picknick-Spiele                 | Tri-Kingdom Picnic        | 17. Mai 2013         | 5. Juni 2013                                      | 20. Nov. 2013                                                  |
| 11         | 11        | Die kleine Hexe                            | The Little Witch          | 31. Mai 2013         | 26. Juli 2013                                     | 18. Nov. 2013                                                  |
| 12         | 12        | Abenteuer in der Wüste                     | Two To Tangu              | 14. Juni 2013        | 6. Juni 2013                                      | 21. Nov. 2013                                                  |
| 13         | 13        | Auf der Suche nach Kalle                   | Finding Clover            | 28. Juni 2013        | 18. Apr. 2014                                     | 19. Nov. 2013                                                  |
| 14         | 14        | Das Amulett von Avalor                     | The Amulet Of Avalor      | 12. Juli 2013        | 8. Apr. 2014                                      | 10. Feb. 2014                                                  |
| 15         | 15        | Die Butterblumen                           | The Buttercups            | 2. Aug. 2013         | 12. Juni 2013                                     | 11. Feb. 2014                                                  |
| 16         | 16        | Die neue Lehrerin                          | Make Way For Miss Nettle  | 23. Aug. 2013        | 26. Nov. 2013                                     | 12. Feb. 2014                                                  |
| 17         | 17        | Das Amulett und die Hymne                  | The Amulet And The Anthem | 13. Sep. 2013        | 27. Nov. 2013                                     | 13. Feb. 2014                                                  |
| 18         | 18        | Die Teeparty                               | Tea For Too Many          | 27. Sep. 2013        | 28. Nov. 2013                                     | 14. Feb. 2014                                                  |
| 19         | 19        | Prinzessin Schmetterling                   | Princess Butterfly        | 11. Okt. 2013        | 1. März 2014                                      | 12. Mai 2014                                                   |
| 20         | 20        | Abenteuer mit Tante Tilly                  | Great Aunt-Venture        | 25. Okt. 2013        | 29. Nov. 2013                                     | 13. Mai 2014                                                   |
| 21         | 21        | Vom König zum Bäcker                       | The Baker King            | 8. Nov. 2013         | 15. Feb. 2014                                     | 14. Mai 2014                                                   |
| 22         | 22        | Sofia die Erste und die Meerjungfrauen (1) | The Floating Palace (1)   | 24. Nov. 2013        | 21. Dez. 2013                                     | 13. Apr. 2014                                                  |
| 23         | 23        | Sofia die Erste und die Meerjungfrauen (2) | The Floating Palace (2)   | 24. Nov. 2013        | 21. Dez. 2013                                     | 13. Apr. 2014                                                  |
| 24         | 24        | Frohes Fest mit König Roland               | Holiday In Enchancia      | 1. Dez. 2013         | 29. Nov. 2014                                     | 7. Dez. 2014                                                   |
| 25         | 25        | Meine Freunde, Deine Freunde               | Four’s A Crowd            | 14. Feb. 2014        | 1. März 2014                                      | 15. Mai 2014                                                   |

## Staffel 2
Die Erstausstrahlung der zweiten Staffel fand zwischen dem 7. März 2014 und dem 12. August 2015 auf dem US-amerikanischen Sender Disney Junior statt. Die deutschsprachige Erstausstrahlung erfolgte vom 2. Juni 2014 bis 11. September 2015 auf dem Bezahlfernsehsender Disney Junior. Vom 24. März 2015 bis 22. März 2016 erfolgte die deutsche Free-TV-Premiere beim Disney Channel.
| Nr. (ges.) | Nr. (St.) | Deutscher Titel                                     | Originaltitel                     | Erstausstrahlung USA | Deutschsprachige Erstausstrahlung (D) |
| ---------- | --------- | --------------------------------------------------- | --------------------------------- | -------------------- | ------------------------------------- |
| 26         | 1         | Zwei Prinzessinnen und ein Baby                     | Two Princesses And A Baby         | 7. März 2014         | 2. Juni 2014                          |
| 27         | 2         | Das verhexte Fest                                   | The Enchanted Feast               | 4. Apr. 2014         | 3. Juni 2014                          |
| 28         | 3         | Die fliegende Krone, alternativ: Das Pegasus-Rennen | The Flying Crown                  | 11. Apr. 2014        | 4. Juni 2014                          |
| 29         | 4         | Das Muttertags-Picknick                             | Mom’s The Word                    | 25. Apr. 2014        | 5. Juni 2014                          |
| 30         | 5         | Der stumme Ritter, alternativ: Der stille Ritter    | The Silent Knight                 | 9. Mai 2014          | 6. Juni 2014                          |
| 31         | 6         | Hokus-Krokus                                        | Enchanted Science Fair            | 30. Mai 2014         | 20. Okt. 2014                         |
| 32         | 7         | König für einen Tag                                 | King For A Day                    | 27. Juni 2014        | 20. Okt. 2014                         |
| 33         | 8         | Der Wunschbrunnen                                   | When You Wish Upon a Well         | 11. Juli 2014        | 21. Okt. 2014                         |
| 34         | 9         | Gwen, die Erfinderin                                | Gizmo Gwen                        | 25. Juli 2014        | 22. Okt. 2014                         |
| 35         | 10        | Sofia die Zweite                                    | Sofia the Second                  | 1. Aug. 2014         | 23. Okt. 2014                         |
| 36         | 11        | Die alten Zauberer                                  | Mystic Meadows                    | 8. Aug. 2014         | 24. Okt. 2014                         |
| 37         | 12        | In der Höhle des Jaguars                            | Princesses to the Rescue          | 15. Aug. 2014        | 27. Okt. 2014                         |
| 38         | 13        | Die Geister-Gala                                    | Ghostly Gala                      | 3. Okt. 2014         | 28. Okt. 2014                         |
| 39         | 14        | Der Smaragdschlüssel                                | The Emerald Key                   | 11. Okt. 2014        | 4. Feb. 2015                          |
| 40         | 15        | Haustier-Mix                                        | Scrambled Pets                    | 17. Okt. 2014        | 2. Feb. 2015                          |
| 41         | 16        | Gefangen im Zaubergemälde                           | The Princess Stays In The Picture | 24. Okt. 2014        | 3. Feb. 2015                          |
| 42         | 17        | Tollpatsch Helferich                                | Baileywhoops                      | 7. Nov. 2014         | 5. Feb. 2015                          |
| 43         | 18        | Der Fluch der Prinzessin Ivy (1)                    | The Curse Of Princess Ivy (1)     | 23. Nov. 2014        | 28. Feb. 2015                         |
| 44         | 19        | Der Fluch der Prinzessin Ivy (2)                    | The Curse Of Princess Ivy (2)     | 23. Nov. 2014        | 28. Feb. 2015                         |
| 45         | 20        | Ein Geschenk von Herzen                             | Winter’s Gift                     | 12. Dez. 2014        | 6. Feb. 2015                          |
| 46         | 21        | Das Wald-und-Wiesen-Festival                        | The Leafsong Festival             | 16. Jan. 2015        | 25. Mai 2015                          |
| 47         | 22        | Lehrer Cedric                                       | Substitute Cedric                 | 20. Feb. 2015        | 26. Mai 2015                          |
| 48         | 23        | Kalle zieht ein                                     | Clover Time                       | 27. März 2015        | 28. Mai 2015                          |
| 49         | 24        | Rubys gute Fee                                      | In A Tizzy                        | 27. März 2015        | 29. Mai 2015                          |
| 50         | 25        | Die Qual der Wahl                                   | A Tale Of Two Teams               | 27. März 2015        | 27. Mai 2015                          |
| 51         | 26        | Klitzekleine Prinzessin                             | The Littlest Princess             | 1. Juli 2015         | 7. Sep. 2015                          |
| 52         | 27        | Butterblume Amber                                   | Buttercup Amber                   | 8. Juli 2015         | 8. Sep. 2015                          |
| 53         | 28        | Die Helfenden Hände                                 | Carol Of The Arrow                | 15. Juli 2015        | 9. Sep. 2015                          |
| 54         | 29        | Die Schulaufführung                                 | Sidekick Clio                     | 22. Juli 2015        | 10. Sep. 2015                         |
| 55         | 30        | Wo ist Minimus?                                     | Minimus Is Missing                | 12. Aug. 2015        | 11. Sep. 2015                         |

## Staffel 3
Die Erstausstrahlung der dritten Staffel erfolgte zwischen dem 5. August 2015 und dem 31. März 2017 auf dem US-amerikanischen Sender Disney Junior. In Deutschland wurde die dritte Staffel zunächst über den Bezahlfernsehsender Disney Junior veröffentlicht,  vom 8. Februar 2016 bis zum 10. März 2017. Die deutsche Free-TV-Premiere erfolgte zwischen dem 21. November 2016 und dem 9. April 2017 beim Disney Channel.
| Nr. (ges.) | Nr. (St.) | Deutscher Titel                                                 | Originaltitel                                        | Erstausstrahlung USA | Deutschsprachige Erstausstrahlung (D) |
| ---------- | --------- | --------------------------------------------------------------- | ---------------------------------------------------- | -------------------- | ------------------------------------- |
| 56         | 1         | Der Angeber                                                     | Cool Hand Fluke                                      | 5. Aug. 2015         | 8. Feb. 2016                          |
| 57         | 2         | Cedrics gute Taten                                              | Cedric Be Good                                       | 18. Sep. 2015        | 8. Feb. 2016                          |
| 58         | 3         | Der Prinzessinnen-Abenteuer-Club                                | Princess Adventure Club                              | 25. Sep. 2015        | 9. Feb. 2016                          |
| 59         | 4         | Sofia allein Zuhaus                                             | Minding The Manor                                    | 2. Okt. 2015         | 10. Feb. 2016                         |
| 60         | 5         | Die geheime Bibliothek                                          | The Secret Library                                   | 12. Okt. 2015        | 11. Feb. 2016                         |
| 61         | 6         | Der Lampengeist                                                 | New Genie On The Block                               | 16. Okt. 2015        | 12. Feb. 2016                         |
| 62         | 7         | Trolle in Not                                                   | The Fliegel Has Landed                               | 23. Okt. 2015        | 15. Feb. 2016                         |
| 63         | 8         | Das Prinzessinnen-Ballett                                       | The Princess Ballet                                  | 1. Nov. 2015         | 16. Feb. 2016                         |
| 64         | 9         | Umzug mit Kobolden                                              | All The Sprite Moves                                 | 6. Nov. 2015         | 17. Feb. 2016                         |
| 65         | 10        | Sofia in Elfenmoor                                              | Sofia In Elvenmoor                                   | 13. Nov. 2015        | 18. Feb. 2016                         |
| 66         | 11        | Stürmische Lani                                                 | Stormy Lani                                          | 20. Nov. 2015        | 19. Feb. 2016                         |
| 67         | 12        | Der Eis-Prinz                                                   | Lord Of The Rink                                     | 4. Dez. 2015         | 5. Dez. 2015                          |
| 68         | 13        | Die geheime Bibliothek: Olaf und die Geschichte von Miss Nettle | The Secret Library: Olaf And The Tale Of Miss Nettle | 15. Feb. 2016        | 6. Juni 2016                          |
| 69         | 14        | Zu Besuch bei Merlin                                            | Gone With The Wand                                   | 4. März 2016         | 7. Juni 2016                          |
| 70         | 15        | Kleiner böser Drache                                            | Bad Little Dragon                                    | 11. März 2016        | 8. Juni 2016                          |
| 71         | 16        | Die Kaninchen-Verwechslung                                      | Bunny Swap                                           | 25. März 2016        | 9. Juni 2016                          |
| 72         | 17        | Königliche Spione                                               | Her Royal Spyness                                    | 8. Apr. 2016         | 10. Juni 2016                         |
| 73         | 18        | Die Flug-Stuntshow                                              | Best In Air Show                                     | 6. Mai 2016          | 8. Mai 2016                           |
| 74         | 19        | Der Vater-Tochter-Tag                                           | Dads And Daughters Day                               | 17. Juni 2016        | 5. Mai 2016                           |
| 75         | 20        | Die geheime Bibliothek: Die Geschichte des noblen Ritters       | The Secret Library: The Tale Of The Noble Knight     | 1. Juli 2016         | 17. Sep. 2016                         |
| 76         | 21        | Das Drachenfest                                                 | The Bamboo Kite                                      | 8. Juli 2016         | 22. Okt. 2016                         |
| 77         | 22        | Verwandelt in ein Biest                                         | Beauty Is The Beast                                  | 12. Aug. 2016        | 6. März 2017                          |
| 78         | 23        | Die Hexenweihe                                                  | Cauldronation Day                                    | 7. Okt. 2016         | 31. Okt. 2016                         |
| 79         | 24        | Camp Wildnis-Wald                                               | Camp Wilderwood                                      | 28. Okt. 2016        | 6. März 2017                          |
| 80         | 25        | Königlicher Urlaub                                              | Royal Vacation                                       | 11. Nov. 2016        | 7. März 2017                          |
| 81         | 26        | Die Macht des Amuletts                                          | Hexley Hall                                          | 6. Jan. 2017         | 8. März 2017                          |
| 82         | 27        | Das musikalische Wunderkind                                     | The Princess Prodigy                                 | 10. Feb. 2017        | 9. März 2017                          |
| 83         | 28        | Das Geheimnis der Bäumchen                                      | One For The Books                                    | 31. März 2017        | 10. März 2017                         |

## Staffel 4
Die Erstausstrahlung der dritten Staffel erfolgte zwischen dem 28. April 2017 und dem 8. September 2018 auf dem US-amerikanischen Sender Disney Junior. In Deutschland wurde die dritte Staffel zunächst über den Bezahlfernsehsender Disney Junior veröffentlicht,  vom 12. Juni 2017 bis zum 9. März 2019. Die deutsche Free-TV-Premiere erfolgte zwischen dem 8. Januar 2018 und dem 5. April 2019 beim Disney Channel.
| Nr. (ges.) | Nr. (St.) | Deutscher Titel                                          | Originaltitel                                    | Erstausstrahlung USA | Deutschsprachige Erstausstrahlung (D) |
| ---------- | --------- | -------------------------------------------------------- | ------------------------------------------------ | -------------------- | ------------------------------------- |
| 84         | 1         | Die Konferenz der Zauberer                               | Day Of The Sorcerers                             | 28. Apr. 2017        | 12. Juni 2017                         |
| 85         | 2         | Die geheime Bibliothek: Die Geschichte der Ewigen Flamme | The Secret Library: Tale Of The Eternal Torch    | 5. Mai 2017          | 13. Juni 2017                         |
| 86         | 3         | Die Krone der Feldfrüchte                                | The Crown Of Blossoms                            | 12. Mai 2017         | 14. Juni 2017                         |
| 87         | 4         | Lampengeist in der Klemme                                | Pin The Blame On The Genie                       | 19. Mai 2017         | 15. Juni 2017                         |
| 88         | 5         | Die Mystischen Inseln – Teil 1                           | The Mystic Isles (1)                             | 24. Juni 2017        | 20. Sep. 2017                         |
| 89         | 6         | Die Mystischen Inseln – Teil 2                           | The Mystic Isles (2)                             | 24. Juni 2017        | 20. Sep. 2017                         |
| 90         | 7         | Die Mystischen Inseln – Teil 3                           | The Mystic Isles (3)                             | 24. Juni 2017        | 20. Sep. 2017                         |
| 91         | 8         | Die Mystischen Inseln: Das Beschützerinnen-Training      | The Mystic Isles: The Princess And The Protector | 30. Juni 2017        | 13. Nov. 2017                         |
| 92         | 9         | Der königliche Drache                                    | The Royal Dragon                                 | 21. Juli 2017        | 14. Nov. 2017                         |
| 93         | 10        | Die Mystischen Inseln: Das Nebelpferd                    | The Mystic Isles: The Mare Of The Mist           | 4. Aug. 2017         | 15. Nov. 2017                         |
| 94         | 11        | Blick in die Vergangenheit                               | Through The Looking Back Glass                   | 18. Aug. 2017        | 16. Nov. 2017                         |
| 95         | 12        | Prinzessin Jade                                          | Princess Jade                                    | 1. Sep. 2017         | 17. Nov. 2017                         |
| 96         | 13        | Farbe für Ivy                                            | Ivy’s True Colors                                | 29. Sep. 2017        | 19. März 2018                         |
| 97         | 14        | Der kichernde Kobold                                     | Too Cute To Spook                                | 13. Okt. 2017        | 20. März 2018                         |
| 98         | 15        | Unter Piraten                                            | Pirated Away                                     | 20. Okt. 2017        | 21. März 2018                         |
| 99         | 16        | Das Falkenauge                                           | The Mystic Isles: The Falcon’s Eye               | 27. Okt. 2017        | 22. März 2018                         |
| 100        | 17        | Die Mystischen Inseln: Kalle in Zaubernöten              | The Mystic Isles: The Great Pretender            | 3. Nov. 2017         | 23. März 2018                         |
| 101        | 18        | Ein magisches Wassilia                                   | The Mystic Isles: A Very Mystic Wassailia        | 1. Dez. 2017         | 11. Dez. 2017                         |
| 102        | 19        | Der Geburtstagswunsch                                    | The Birthday Wish                                | 5. Jan. 2018         | 28. März 2018                         |
| 103        | 20        | Cedric in Erklärungsnot                                  | In Cedric We Trust                               | 26. Jan. 2018        | 26. März 2018                         |
| 104        | 21        | Kalle, der Superheld                                     | The Mystic Isles: A Hero For The Hoodwinks       | 16. Feb. 2018        | 4. März 2019                          |
| 105        | 22        | Die geheime Feenmission                                  | The Mystic Isles: Undercover Fairies             | 3. März 2018         | 5. März 2019                          |
| 106        | 23        | Eine königliche Hochzeit                                 | A Royal Wedding                                  | 14. Juni 2018        | 29. März 2018                         |
| 107        | 24        | Die königliche Schulmesse                                | The Royal School Fair                            | 30. März 2018        | 30. März 2018                         |
| 108        | 25        | Die verschwundene Pyramide                               | The Lost Pyramid                                 | 16. Mai 2018         | 6. März 2019                          |
| 109        | 26        | Rückkehr zur Märchenbucht                                | Return To Merroway Cove                          | 27. März 2018        | 27. März 2018                         |
| 110        | 27        | Der Streit der Elfen                                     | The Elf Situation                                | 18. Mai 2018         | 7. März 2019                          |
| 111        | 28        | Ihr größtes Abenteuer (1)                                | Forever Royal (1)                                | 8. Sep. 2018         | 9. März 2019                          |
| 112        | 29        | Ihr größtes Abenteuer (2)                                | Forever Royal (2)                                | 8. Sep. 2018         | 9. März 2019                          |
| 113        | 30        | Ihr größtes Abenteuer (3)                                | Forever Royal (3)                                | 8. Sep. 2018         | 9. März 2019                          |